# Перейти Рубікон

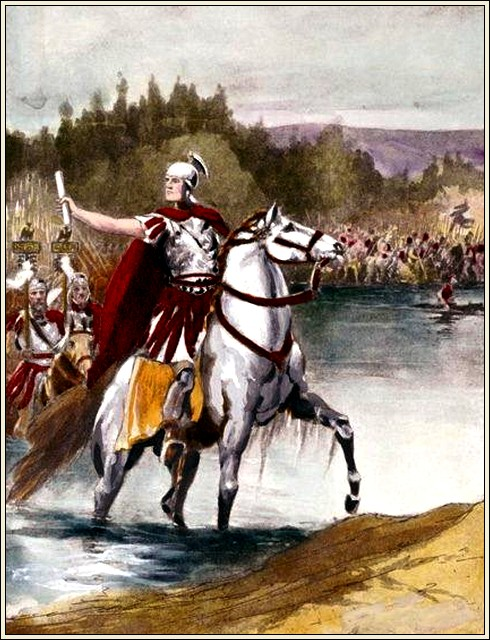
Перехід Цезарем Рубікону

Перейти Рубікóн — крилатий вислів, що означає зробити необоротний крок, наважитись на рішучий вчинок, пройти «точку неповернення».

## Походження
Виникла з розповідей Плутарха, Светонія та інших стародавніх письменників про перехід Юлія Цезаря через річку Рубікон, що слугувала кордоном між Умбрією і Ближньою Галлією. 49 року до н. е., всупереч забороні римського сенату, Юлій Цезар зі своїми легіонами перейшов Рубікон, вигукнувши «Жереб кинуто!». Це стало початком війни між сенатом і Юлієм Цезарем, унаслідок якої він запанував над Римом. За Светонієм слова «жереб кинуто» Юлій вимовив латинською мовою, а за Плутархом — грецькою, як цитата з комедії Менандра: «Так буде кинуто жереб». Історичний вислів Цезаря часто цитується латинською мовою лат. Alea iacta est.